# François Müller
François Müller (23 febbraio 1927 – 17 settembre 1999) è stato un calciatore lussemburghese, di ruolo centrocampista.

## Carriera
Con la Nazionale lussemburghese prese parte ai Giochi Olimpici del 1952.